# Friedrichshafen FF 34
Die Friedrichshafen FF 34 war ein deutsches Schwimmerflugzeug der Flugzeugbau Friedrichshafen (FF) im Ersten Weltkrieg mit Doppelleitwerksträger.

## Entwicklung
FF erhielt den Auftrag zur Entwicklung eines bewaffneten und mit einem FT-Sender ausgerüsteten Aufklärungsflugzeuges (Kategorie C HFT) mit Druckluftschraube im November 1914. Die mit Doppelleitwerk projektierte FF 34 war der erste Entwurf dieser Art, den das Unternehmen umsetzte, weshalb Ausarbeitung und Bau eine ungewöhnlich lange Zeit in Anspruch nahmen. Erst über ein Jahr später konnte der Prototyp am 24. Januar 1916 dem Seeflugzeug-Versuchskommando (SVK) in Warnemünde zur Erprobung übergeben werden, wo er die Marinenummer 117 erhielt. Dieses war mit dem Flugzeug nicht zufrieden, insbesondere die unzureichende, „weiche“ Ausführung der Leitwerksträger wurde bemängelt, und lehnte es ab. Die Marinenummer wurde wieder freigegeben und die FF 34 kam ein Vierteljahr nach dem Testbeginn zurück nach Friedrichshafen, wo sie überarbeitet wurde. Ein knappes weiteres Jahr später wurde die Erprobung nach der Übernahme am 4. Mai 1917 fortgesetzt, wobei schon nicht mehr die ursprüngliche Eignung als Aufklärer des mittlerweile als dafür nicht geeignet erkannten Entwurfs im Vordergrund stand, sondern die Tests einen experimentellen Charakter trugen. Auch diesmal konnte das Muster nicht überzeugen und das Programm wurde schließlich am 31. März 1918 beendet. Die Marinenummer 117 wurde der FF 44 zugeteilt.

## Technische Daten

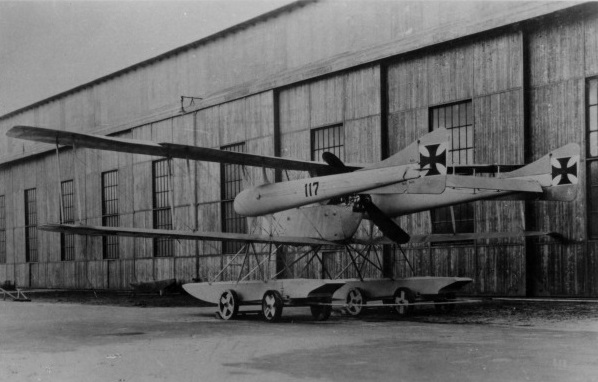
Ansicht von schräg hinten; die beiden Leitwerksträger sind gut sichtbar

| Kenngröße    | Daten                                                       |
| ------------ | ----------------------------------------------------------- |
| Besatzung    | 2                                                           |
| Spannweite   | 18,4 m                                                      |
| Länge        | 10,85 m                                                     |
| Höhe         | 4,1 m                                                       |
| Antrieb      | ein wassergekühlter Sechszylinder-Reihenmotor Maybach Mb IV |
| Nennleistung | 240 PS (177 kW)                                             |
| Bewaffnung   | ein 7,9-mm-MG Parabellum                                    |